# Thomas Christiansen
Thomas Christiansen Tarín (ur. 11 marca 1973 w Hadsund) – hiszpański piłkarz występujący na pozycji napastnika, a także trener. Od 2020 roku pełni funkcję selekcjonera reprezentacji Panamy.

## Kariera klubowa
Christiansen jest synem Hiszpanki i Duńczyka. Jako junior grał w zespołach Avedøre IF, Brøndby IF, Hvidovre IF oraz B 1893. W 1991 roku przeszedł do Barcelony. Został włączony do jej rezerw, grających w Segunda División. 10 lutego 1993 zagrał w meczu pierwszej drużyny Barcelony o Superpuchar Europy przeciwko Werderowi Brema (1:1). Na boisko wszedł w 83. minucie spotkania, zmieniając Julio Salinasa.
W marcu 1993 Christiansen został wypożyczony do Sportingu Gijón. W Primera División zadebiutował 7 marca 1993 w zremisowanym 0:0 meczu z Realem Burgos, a 14 marca 1993 w wygranym 2:1 spotkaniu z Atlético Madryt strzelił swojego pierwszego ligowego gola. Po zakończeniu sezonu 1992/1993 wrócił do Barcelony, jednakże nadal występował w rezerwach. W kolejnych sezonach przebywał na wypożyczeniach Osasunie oraz Racingu Santander.
W styczniu 1996 Christiansen został zawodnikiem Realu Oviedo, grającego w Primera División. W 1997 roku odszedł do Villarrealu z Segunda División. W sezonie 1997/1998 awansował z nim do Primera División. W 1999 roku przeszedł do Terrassy, występującej w Segunda División B. Następnie był zawodnikiem greckiego Panioniosu oraz duńskiego Herfølge BK.
W 2001 roku podpisał kontrakt z niemieckim VfL Bochum. W sezonie 2000/2001 spadł z nim z Bundesligi do 2. Bundesligi, jednak w następnym awansował z powrotem do Bundesligi. W sezonie 2002/2003 z 20 bramkami, wraz z Giovane Élberem, został jej królem strzelców. W 2003 roku odszedł do Hannoveru 96, którego barwy reprezentował do końca kariery w 2006 roku.

## Kariera reprezentacyjna
W styczniu 1993 Christiansen został powołany przez Javiera Clemente do pierwszej reprezentacji Hiszpanii. Zadebiutował w niej 27 stycznia 1993 w zremisowanym 1:1 towarzyskim meczu z Meksykiem. Swoje drugie i zarazem ostatnie spotkanie w drużynie narodowej rozegrał 24 lutego 1993 przeciwko Litwie (5:0) w ramach eliminacji do Mistrzostw Świata 1994. W tamtym pojedynku zdobył bramkę.